# Paul Manning
Paul Manning, född den 6 november 1974 i Birmingham, Storbritannien, är en brittisk tävlingscyklist som bland annat tagit OS-guld i bancyklingslagförföljelse vid olympiska sommarspelen 2008 i Peking. 